# Kobordismuskategorie
In der Mathematik ist die Kobordismuskategorie ein Begriff der algebraischen Topologie.
Es handelt sich um Kategorien {\displaystyle {\mathcal {C}}_{d}} für {\displaystyle d\in \mathbb {N} }, deren Objekte die geschlossenen {\displaystyle (d-1)}-dimensionalen glatten Untermannigfaltigkeiten eines hoch-dimensionalen euklidischen Raums und deren Morphismen die {\displaystyle d}-dimensionalen eingebetteten Kobordismen mit Kragenrand sind.

## Definition der Kategorie
Ein Objekt von {\displaystyle {\mathcal {C}}_{d}} ist ein Paar {\displaystyle (M,a)} mit {\displaystyle a\in \mathbb {R} }, so dass {\displaystyle M} eine geschlossene, {\displaystyle (d-1)}-dimensionale {\displaystyle C^{\infty }}-Untermannigfaltigkeit
{\displaystyle M\subset \mathbb {R} ^{d-1+\infty }:=\operatorname {colim} _{n\to \infty }\mathbb {R} ^{d-1+n}}
ist.
Der Identitäts-Morphismus von {\displaystyle (M,a)} ist das Tripel {\displaystyle (\left\{a\right\}\times M,a,a)}.
Ein von der Identität verschiedener Morphismus von {\displaystyle (M_{0},a_{0})} nach {\displaystyle (M_{1},a_{1})} ist ein Tripel {\displaystyle (W,a_{0},a_{1})} aus reellen Zahlen {\displaystyle a_{0},a_{1}} mit {\displaystyle a_{0}<a_{1}} und einer {\displaystyle d}-dimensionalen kompakten {\displaystyle C^{\infty }}-Untermannigfaltigkeit
{\displaystyle W\subset \left[a_{0},a_{1}\right]\times \mathbb {R} ^{d-1+\infty }},
so dass es ein {\displaystyle \epsilon >0} gibt mit 
{\displaystyle W\cap (\left[a_{0},a_{0}+\epsilon \right)\times \mathbb {R} ^{d-1+\infty })=\left[a_{0},a_{0}+\epsilon \right)\times M_{0}},
{\displaystyle W\cap (\left(a_{1}-\epsilon ,a_{1}\right]\times \mathbb {R} ^{d-1+\infty })=\left(a_{1}-\epsilon ,a_{1}\right]\times M_{1}},
{\displaystyle \partial W=W\cap (\left\{a_{0},a_{1}\right\}\times \mathbb {R} ^{d-1+\infty })}.
Die Komposition zweier Morphismen wird durch die Vereinigung
{\displaystyle (W_{1},a_{0},a_{1})\circ (W_{2},a_{1},a_{2}):=(W_{1}\cup W_{2},a_{0},a_{2})}
von Teilmengen in {\displaystyle \mathbb {R} \times \mathbb {R} ^{d-1+\infty }} definiert.

## Topologische Anreicherung der Kategorie
Objekte und Morphismen erhalten eine Topologie durch die Identifikationen
{\displaystyle \operatorname {ob} {\mathcal {C}}_{d}\cong \mathbb {R} \times \bigcup _{M}\operatorname {Emb} (M,\mathbb {R} ^{d-1+\infty })/\operatorname {Diff} (M)}
und 
{\displaystyle \operatorname {mor} {\mathcal {C}}_{d}\cong \operatorname {ob} {\mathcal {C}}_{d}\cup \bigcup _{W}\mathbb {R} _{+}^{2}\times \operatorname {Emb} (W,\left[0,1\right]\times \mathbb {R} ^{d-1+\infty })/\operatorname {Diff} (W)}.
Dabei bezeichnet {\displaystyle \operatorname {Emb} (.,\mathbb {R} ^{d-1+\infty })} den Raum der Einbettungen in den {\displaystyle \mathbb {R} ^{d-1+\infty }} mit der {\displaystyle C^{\infty }}-Topologie. Die Diffeomorphismengruppe {\displaystyle Diff(.)} wirkt durch Komposition von Einbettungen mit Diffeomorphismen. Der Faktorraum {\displaystyle \operatorname {Emb} (.,\mathbb {R} ^{d-1+\infty })/\operatorname {Diff} (.)} wird mit der Quotiententopologie versehen.